# Wólka Kadłubska
Wólka Kadłubska es un pueblo de Polonia, en Mazovia.  Se encuentra en el distrito (Gmina) de Radzanów, perteneciente al condado (Powiat) de Białobrzegi. Se encuentra aproximadamente a 5 km al este de Radzanów, 11 km al sur de Białobrzegi, y a 73 km  al sur de Varsovia.
Entre 1975 y 1998 perteneció al voivodato de Radom.